# Rəcəbli (Tərtər)
Rəcəbli è un comune dell'Azerbaigian situato nel distretto di Tərtər. Conta una popolazione di 484 abitanti.